# Lüdersdorf
Lüdersdorf est une municipalité allemande du land de Mecklembourg-Poméranie-Occidentale et l'arrondissement du Mecklembourg-du-Nord-Ouest.

## Jumelage
- Groß Grönau (Allemagne) depuis 1991[1]